# Cheremule
Cheremule (en sard, Cheremule) és un municipi italià, dins de la província de Sàsser. L'any 2007 tenia 469 habitants. Es troba a la regió de Meilogu. Limita amb els municipis de Borutta, Cossoine, Giave, Thiesi i Torralba.

## Administració
| Període | Identitat       | Partit        |
| ------- | --------------- | ------------- |
| 2006-   | Salvatore Masia | Llista cívica |